# Рамошка, Вайдотас
Ва́йдотас Рамошка (лит. Vaidotas Ramoška; род 4 февраля 1980, местечко Жялва Укмергского района) — литовский скульптор, известный главным образом статуями ангелочков.

## Биография
Родился в местечке Жялва в семье педагогов. Окончил среднюю школу в Жялве и Укмергскую детскую художественную школу. Учился в Вильнюсской художественной академии. Учителями были профессор Гядиминас Йокубонис и профессор Гядиминас Каралюс.
Участвовал в коллективных выставках, проводил персональные выставки. Автор гербов (в частности, местечка Жялва) и медалей. Выпустил сборник поэзии «Один на шоссе» („Vienas ant plento“). Состоит членом Союза художников Восточной Литвы и Укмергского кино- и фотоклуба.
Известность получил оригинальными инсталляциями и акциями. Один из первых такого рода проектов носил название «Необоснованная ненависть» („Nepagrįsta neapykanta"); её символ «Голубой козёл» был уничтожен вандалами в тот же день, когда был установлен.
Наибольшую известность скульптору принесли скульптуры белых ангелов, с 2004 года устанавливающиеся в скверах, на площадях и других местах Вильнюса и ставшие своеобразным символом города. Начиная с 2007 года несколько таких скульптур подарено столицам государств Европы и другим городам: Йоэнсуу (Финляндия), Варшаве, Калининграду , Стокгольму, Дублину, Таллину , Любляне, Риге , Милану, Лиссабону, Люксембургу. В Санкт-Петербурге скульптура ангела установлена в октябре 2007 года на фронтоне особняка А. С. Тургеневой, в котором располагается Генеральное консульство Литовской Республики.
В 2008 году за эти скульптуры Вайдотас Рамошка награждён премией Вильнюса — статуэткой Святого Христофора.